# McFarland, USA
McFarland, USA (bra: McFarland dos EUA) é um filme de esportes baseado na história verdadeira de uma equipe de McFarland, Califórnia. O filme é estrelado por Kevin Costner como o treinador da equipe que os leva a ganhar o campeonato. Dirigido por Niki Caro e produzido por Walt Disney Pictures, o filme foi lançado em 20 de fevereiro de 2015.

## Elenco
- Kevin Costner como Jim White
- Maria Bello como Cheryl White
- Morgan Saylor como Julie White
- Carlos Pratts como Thomas Valles
- Ramiro Rodriguez como Danny Diaz
- Hector Duran como Johnny Sameniego
- Elsie Fisher como Jamie White
- Sergio Avelar como Victor Puentes
- Michael Aguero como Damacio Diaz
- Rafael Martinez como David Diaz
- Johnny Ortiz como Jose Cardenas
- Diana-Maria Riva como Señora Diaz
- Vanessa Martínez como Maria Marsol
- Martha Higareda como Lupe
- Valente Rodriguez como Diretor Camillo
- Chris Ellis como Treinador Jenks
- Eloy Casados como Dale Padilla
- Natalia Cordova-Buckley como Señora Valles

## Produção
William Broyles, Jr. foi contratado para escrever e dirigir o roteiro para o filme, que está em desenvolvimento desde 2004. As negociações para que protagonizasse Kevin Costner começaram em 2012 e terminaram em julho de 2013. As filmagens ocorreram em Camarillo, Califórnia, no verão de 2014.

## Lançamento
O filme foi anteriormente chamado McFarland para o lançamento em 21 de novembro de 2014, mas foi alterado para 20 de fevereiro de 2015.

## Recepção

### Bilheteria
McFarland, USA arrecadou US$ 44,5 milhões na América do Norte e US$ 1,2 milhão em outros territórios para um total bruto de US$ 45,7 milhões.
O filme estreou na América do Norte em 20 de fevereiro de 2015 e arrecadou US$ 11 milhões no fim de semana de estreia, terminando em 4º lugar nas bilheterias.

### Resposta da crítica
O site agregador de críticas Rotten Tomatoes relatou um índice de aprovação de 80%, com base em 133 avaliações, com uma média de classificação de 6,7/10. O consenso crítico do site diz: “A fórmula inspiradora do drama esportivo da Disney pode ser velha, mas McFarland, USA, prova que ainda funciona — especialmente com um diretor talentoso e uma estrela eminentemente simpática na mistura.” No Metacritic, que atribui uma classificação normalizada, o filme tem uma pontuação de 60 em 100, com base em 32 críticos, indicando “críticas mistas ou médias”. No CinemaScore, pesquisas realizadas durante o fim de semana de lançamento, o público do cinema deu ao filme uma nota média de "A" em uma escala de A+ a F.

### Prêmios
McFarland, EUA foi indicado no Prêmios Teen Choice de 2015 na categoria Escolha do Filme Dramático.